# 2020년 선댄스 영화제
제36회 선댄스 영화제는 2020년 1월 23일에 열린 시상식이다.

## 수상 및 후보

### 심사위원대상(미국 드라마)
- 미나리 - 정이삭 수상

### 심사위원대상(미국 다큐멘터리)
- 보이스 스테이트 - 제시 모스 외 1명 수상

### 심사위원대상(월드시네마 드라마틱)
- 얄다, 어 나이트 포 포기브니스 - 마수드 바크시 수상

### 심사위원대상(월드시네마 다큐멘터리)
- 에피센트로 - 휴베르트 소퍼 수상

### 관객상(미국 드라마)
- 미나리 - 정이삭 수상

### 관객상(미국 다큐멘터리)
- 크립 캠프 - 장애는 없다 - 니콜 뉴햄 외 1명 수상

### 관객상(월드시네마 드라마틱)
- 논 디스팅귀싱 피처스 - 페르난다 발라데스 수상

### 관객상(월드시네마 다큐멘터리)
- 나는 왜 팔짝팔짝 뛸까 - 제리 로스웰 수상

### 관객상(베스트 오브 넥스트)
- 너를 데리고 갈게 - 헤이디 에윙 수상

### 감독상(미국 드라마)
- 더 40 이어 올드 버전 - 라다 블랭크 수상

### 감독상(미국 다큐멘터리)
- 타임 - 가렛 브래들리 수상

### 감독상(월드시네마 드라마)
- 큐티스 - 메이무나 도꼬레 수상

### 감독상(월드시네마 다큐멘터리)
- 더 어스 이즈 블루 에즈 언 오렌지 - 이리나 실릭 수상

### 각본상(미국 드라마)
- 나인 데이즈 - 이드손 오다 수상

### 심사위원특별상(미국 드라마) - Auteur Filmmaking
- 셜리 - 조세핀 데커 수상

### 심사위원특별상(미국 드라마) - Neo Realism
- 전혀아니다,별로아니다,가끔그렇다,항상그렇다 - 엘리자 히트맨 수상

### 심사위원특별상(미국 다큐멘터리) - Emerging Filmmaker
- 필스 굿 맨 - 아서 존스 수상

### 심사위원특별상(미국 다큐멘터리) - 스토리텔링
- 딕 존슨 이즈 데드 - 커스틴 존슨 수상

### 심사위원특별상(미국 다큐멘터리)- 소셜 임팩트
- 더 파이트 - 엘리스 스타인버그 외 2명 수상

### 심사위원특별상(미국 다큐멘터리) - 편집상
- 웰컴 투 체치냐 - 타일러 H. 워크 수상

### 심사위원특별상(월드시네마 드라마틱) - 각본
- 논 디스팅귀싱 피처스 - 페르난다 발라데스 외 1명 수상

### 심사위원특별상(월드시네마 드라마틱) - 필름메이킹
- 디스 이즈 낫 어 베리얼, 잇츠 어 레저렉션 - 르모항 제레미아 모세스 수상

### 심사위원특별상(월드시네마 다큐멘터리) - 촬영
- 아카사, 마이 홈 - 라두 치오르니치우크 수상

### 심사위원특별상(월드시네마 다큐멘터리) - 편집
- 소프티 - 샘 소코 외 2명 수상

### 심사위원특별상(월드시네마 다큐멘터리) - 크리에이티브 스토리텔링
- 화가와 도둑 - 벤자민 리 수상

### 심사위원대상-단편
- 소 왓 이프 더 고츠 다이 - 소피아 아나위 수상

### 심사위원상-미국단편
- 쉽 - 테랜스 데이 수상

### 심사위원상-국제단편
- 더 데블스 하모니 - 딜런 홈즈 윌리엄스 수상

### 심사위원상-단편애니메이션
- 아빠와 딸 - 다리아 카쉬치바 수상

### 심사위원상-단편논픽션
- 존 워즈 트라잉 투 컨택트 에이리언 - 매튜 킬립 수상

### 심사위원특별상-연기상(월드 시네마)
- 서즈 - 벤 위쇼 수상

### 심사위원특별상-단편연기상
- 이그잼 - 소니아 K. 허대드 수상

### 심사위원특별상-국제단편감독상
- 발레리오스 데이 아웃 - 마이클 아르코스 수상

### 심사위원특별상-앙상블연기
- 참 시티 킹스 - 앤젤 마뉴엘 소토 외 7명 수상

### 알프레드 P. 슬로안 상
- 테슬라 - 마이클 알메레이다 수상

### 넥스트 이노베이터상
- 너를 데리고 갈게 - 헤이디 에윙 수상

### NHK상
- Higher - 커스튼 탄 수상

### 아마존 상 - 장편
- 휘를리버드 - 다이앤 벡커 외 1명 수상
- 페어웰 아모르 - 후리야 무하마드 수상

### 어도비 상 - 다큐멘터리 편집
- Carla Guttierez 수상
- 아폰소 곤칼베스 수상

### 미국 드라마틱 경쟁
- 블래스트 비트 - 에스테반 아랑고
- 참 시티 킹스 - 앤젤 마뉴엘 소토
- 디너 인 아메리카 - 애덤 카터 레마이어
- 페어웰 아모르 - 에콰 음상기
- 미나리 - 정이삭
- 미스 주네테 - 채닝 갓프리 피플즈
- 전혀아니다,별로아니다,가끔그렇다,항상그렇다 - 엘리자 히트맨
- 나인 데이즈 - 이드손 오다
- 팜 스프링스 - 맥스 바바코우
- 세이브 유어셀브즈! - 알렉스 H. 피셔 외 1명
- 셜리 - 조세핀 데커
- 실비스 러브 - 유진 애쉬
- 더 40 이어 올드 버전 - 라다 블랭크
- 더 이브닝 아워 - 브래든 킹
- 원더 다클리 - 타라 밀레
- 졸라 - 자니크자 브라보

### 미국 다큐멘터리 경쟁
- 천 개의 상흔 - 라모나 S. 디아즈
- 비 워터 - 바오 뉴엔
- 블러디 노즈, 엠티 포켓 - 빌 로스 4세 외 1명
- 보이스 스테이트 - 제시 모스 외 1명
- 코디드 바이어스 - 샬리니 칸타야
- 크립 캠프 - 니콜 뉴햄 외 1명
- 딕 존슨 이즈 데드 - 커스틴 존슨
- 필스 굿 맨 - 아서 존스
- 무쵸 무쵸 아모르 - 크리스티나 코스탄티니 외 1명
- 스페이스쉽 어스 - 맷 울프
- 더 코스트 오브 사일런스 - 마크 매닝
- 더 파이트 - 엘리스 스타인버그 외 2명
- 타임 - 가렛 브래들리
- 어스 키즈 - 킴 A. 스니더
- 웰컴 투 체치냐 - 데이비드 프랑스
- 휘를리버드 - 맷 요카

### 월드시네마 드라마틱 경쟁
- 차터 - 아만다 커넬
- 큐티스 - 메이무나 도꼬레
- 에그자일 - 비사르 모리나
- 하이 타이드 - 베로니카 첸
- 논 디스팅귀싱 피처스 - 페르난다 발라데스
- 점보 - 조이 위톡
- 럭서 - 지나 듀라
- 퍼제서 - 브랜든 크로넨버그
- 썸머 화이트 - 로드리고 루이즈 패터슨
- 서즈 - 아네일 카리아
- 디스 이즈 낫 어 베리얼, 잇츠 어 레저렉션 - 르모항 제레미아 모세스
- 얄다, 어 나이트 포 포기브니스 - 마수드 바크시

### 월드시네마 다큐멘터리 경쟁
- 아카사, 마이 홈 - 라두 치오르니치우크
- 에피센트로 - 휴베르트 소퍼
- 인플루언스 - 다이아나 닐 외 1명
- 인투 더 딥 - 엠마 설리반
- 원스 어폰 어 타임 인 베네수엘라 - 애나벨 로드리게스 리오스
- 사우디 런어웨이 - 수잔 레지나 미우레스
- 소프티 - 샘 소코
- 더 어스 이즈 블루 에즈 언 오렌지 - 이리나 실릭
- 더 몰 에이전트 - 마이테 알베르디
- 화가와 도둑 - 벤자민 리
- 나는 왜 팔짝팔짝 뛸까 - 제리 로스웰
- 더 트뤼플 헌터스 - 마이클 드웩 외 1명

### 인디 에피소딕
- 키모 브레인 - 크리스티안 하스콜드
- 시티 소 리얼 - 스티브 제임스
- 임브레이스 - 제시카 샌더스 외 2명
- 어쿼드 페밀리 포토스 - 윌리엄 A. 커클리 외 2명
- 더 라이드 - 라이너스 필립스
- 헤이 레이디! - 사라 폴리 외 2명
- 래티샤 - 장 자비에 드 레스트라드
- 언타이틀 피자 무비 - 데이비드 샤피로

### 단편영화 부문
- 아 유 헝그리? - 티무 니우카넨
- 허드슨 기스 - 베르나르도 브리토
- 사들라 - 자모 므콰나지
- 블록스 - 브리짓 몰로니
- 리브 오브 앱센스 - 안톤 사조노프
- 랜스 - 클로이 아크타스
- 이그잼 - 소니아 K. 허대드
- 존 워즈 트라잉 투 컨택트 에이리언 - 매튜 킬립
- 파올라 메이크스 어 위시 - 쟌낫 알샤노바
- 밋츠 - 애슐리 윌리엄스
- 아라비안 에이리언 - 메샬 알자르
- 쓰리 데스 - 제이 도켄도르프
- 히스 더 원 - 제시 칸웨일러
- 송 오브 클라우즈 - 안키트 파우덜
- 스티커 - 게오르기 운코프스키
- 필라스 - 헤일리 엘리자베스 앤더슨
- 더 스타 시스터즈 - 브라이디 엘리엇 외 1명
- 어 싸우전드 세일즈 - 힝 웡 에릭 창
- 더티 - 매튜 푸치니
- 더 데블스 하모니 - 딜런 홈즈 윌리엄스
- 이네스 - 엘로디 데르망주
- 아윌 엔드 업 인 제일 - 알렉산더 도스터
- 플레이스 - 제이슨 구다즈
- 벅 - 조반 제임스 외 1명
- 건강한 우리 마을 - 레가스 바누테자
- 베레카 - 네사넷 테샤거 아베가제
- 타코야키 스토리 - 가부키 사와코
- 티 - 케이샤 레이 위더스푼
- 올라 - 아리안 라베드
- 포머 컬트 멤버 히얼스 뮤직 포 더 퍼스트 타임 - 크리스토퍼 보글리
- 쉽 - 테랜스 데이
- 나우 이즈 더 타임 - 크리스토퍼 옥터
- 노, 아이 돈 원트 투 댄스! - 안드레아 뱅시게라
- 볼드윈 뷰티 - 뎀비 뱅크스
- 캐릭터 - 베라 브루너-성
- 소 왓 이프 더 고츠 다이 - 소피아 아나위

### 단편 다큐멘터리 부문
- 브로큰 오케스트라 - 찰리 타이렐
- 두 낫 스플릿 - 앤더스 햄머
- 베티 사어: 테이킹 케어 오브 비즈니스 - 크리스틴 터너
- 어보션 헬프라인, 디스 이즈 리사 - 바바라 아티 외 2명
- 리천 - 리사 잭슨
- 주니어 뱅거스 - 대니 리
- 어 러브 송 포 라타샤 - 소피아 나흘리 앨리슨
- 올 댓 페리시스 앳 더 엣지 오브 랜드 - 히라 나비
- 처치 앤 더 포스 에스테이트 - 브라이언 나펜베게르

### 단편 애니메이션(애니메이션 스포트라이트)
- Sh t 해픈스 - 미카엘라 미할리 외 1명
- 마이 주크-박스 - 플로렌틴 글리에
- 이덤 커티스: 더 세임 스킨 - 니나 호프
- 핫 플래시 - 시어 홀라츠
- 아빠와 딸 - 다리아 카쉬치바
- 데이타임 느와르 - 제론 브랙스턴
- 엘리 - 네이트 밀턴
- 우드 차일드 앤 히든 포레스트 마더 - 스티븐 어윈

### 단편 미드나잇
- 베네벌런트 바 - 디판 시나 노르만
- 슬러그 라이프 - 소피 게이트
- 리그렛 - 산티아고 멩기니
- 더 디피스트 홀 - 맷 맥코믹
- 파스 - 로빈 옌센
- 대니스 걸 - 에밀리 윌슨
- 발레리오스 데이 아웃 - 마이클 아르코스
- 배드 헤어 - 오스카 레히마

### 단편 뉴 프론티어
- 나르시스터 브레스트 워크 - 나르시스터
- 웡 핑스 페이블즈 2 - 웡 핑
- 기사도 온 선셋 - 터렌스 낸시
- 하우 디드 위 겟 히어? - 미쉘 마일즈
- 이티켓 - 사이먼 류
- 와일 아임 스틸 브리딩 - 로리 지아피코니 외 2명
- 파타키 - 에버레인 모라에스

### 단편 프리씨딩 피쳐스
- 백페달 - 대니 피어스
- 디아 데 라 마드레 - 애슐리 브랜든 외 1명
- 리틀 치프 - 에리카 트렘블레이
- 메리디언 - 캘럼 월터
- 씨 유 넥스트 타임 - 크리스탈 카이자
- 더 숄 - 사라 키너

### 넥스트
- 비스트 비스트 - 대니 메든
- 블랙 베어 - 로렌스 마이클 레빈
- 아이 캐리 유 위드 미 - 헤이디 에윙
- 라 레전드 네그라 - 패트리샤 비달 델게도
- 옴니보트: 어 패스트 보트 판타지아 - 한나 피델 외 13인
- 썸 카인드 오브 헤븐 - 랜스 오펜하임
- 스프리 - 유진 코틀야렌코
- 썸머타임(영어판) - 까를로스 로페즈 에스트라다
- 더 킬링 오브 투 러버스 - 로버트 맥호이안
- 더 마운틴스 아 어 드림 댓 콜 투 미 - 세드릭 청 라우

### 미드나잇
- 아뮬렛 - 로몰라 가레이
- 배드 헤어 - 저스틴 시미엔
- 히스 하우스 - 레미 위크스
- 임페티고어 - 조코 안와르
- 레릭 - 나탈리 에리카 제임스
- 런 스위트하트 런 - 샤나 페스트
- 스케어 미 - 조쉬 루벤
- 더 나이트 하우스 - 데이빗 브룩크너
- 더 노웨어 인 - 빌 벤즈

### 스팟라이트
- 그리고 우린 춤을 추었다 - 레반 아킨
- 콜렉티브 - 알레그잔데르 나나우
- 에마 - 파블로 라라인
- 더 위핑 우먼 - 자이로 부스타만테
- 더 어시스턴트 - 키티 그린
- 이 죽일 놈의 우정 - 마이클 코비노
- 완벽한 후보자 - 하이파 알 만수르

### 프리미어
- 다운힐 - 냇 팩슨 외 1명
- 드림 호스 - 유로스 린
- 폴링 - 비고 모텐슨
- 포 굿 데이스 - 로드리고 가르시아
- 허셀프 - 필리다 로이드
- 호스 걸 - 제프 바에나
- 아이언바크 - 도미닉 쿡
- 카조니어 - 미란다 줄라이
- 로스트 걸스 - 리즈 가버스
- 프로미싱 영 우먼 - 에머랄드 펜넬
- 세르지오 - 그렉 바커
- 테슬라 - 마이클 알메레이다
- 더 파더 - 플로리안 젤러
- 더 글로리아스 - 줄리 테이머
- 더 라스트 쉬프트 - 앤드류 콘
- 더 라스트 씽 히 원티드 - 디 리스
- 더 네스트 - 숀 더킨
- 엉클 프랭크 - 앨런 볼
- 웬디 - 벤 제틀린
- 워스 - 사라 코랑겔로

### 다큐멘터리 프리미어
- 엔지 - 캐서린 건드
- 어쌔신즈 - 라이언 화이트
- 디스클로저: 트랜스 리브스 온 스크린 - 샘 페더
- 기빙 보이스 - 제임스 D. 스턴 외 1명
- 해피 해피 조이 조이 - 더 렌 & 스팀피 스토리 - 론 시세로 외 1명
- 미스 아메리카나 - 라나 윌슨
- 나탈리 우드: 왓 리메인즈 비하인드 - 로랑 부즈로
- 오카방고: 리버 오브 드림스 - 데릭 주버트 외 1명
- 리빌딩 파라다이스 - 론 하워드
- 더 디시던트 - 브라이언 포겔
- 더 고 고스 - 앨리슨 엘우드
- 소셜 딜레마 - 제프 올롭스키
- 온 더 레코드 - 커비 딕 외 1명
- 살아 있는 자 - 아이 웨이웨이

### 선댄스 키즈
- 빈티 - 프리드리케 미곰
- 컴 어웨이 - 브렌다 채프먼
- 티미 페일러: 미스테이크스 워 메이드 - 토마스 맥카시

### 선댄스 컬렉션
- 꿈꾸는 카메라 - 사창가에서 태어나 - 자나 브리스키 외 1명
- 하이 아트 - 리사 촐로덴코

### 스페셜 이벤트
- 힐러리 - 나넷 버스타인
- 랜스 - 마리나 제노비치
- 립 오브 페이스: 윌리엄 프리드킨 온 더 엑소시스트 - 알렉상드르 오 필립
- 러브 프라우드 - 레이첼 그레디 외 1명
- 막스 리히터스 슬립 - 나탈리 존스
- 맥밀리언스 - 제임스 리 에르난데스 외 1명
- 시엠프레, 루이스 - 존 제임스
- 더 트레이드 - 매튜 하이네만
- 위 아 프리스타일 러브 슈프림 - 앤드류 프리드

### 필름 앤 퍼포먼스
- BLKNWS - 칼릴 조셉
- 마니-투워즈 더 오션, 투워즈 더 쇼어 - 스카이 호핀카
- 샌드라인스, 더 스토리 오브 히스토리 - 프란시스 앨리스
- 비탈리나 바렐라 - 페드로 코스타
- 어 머신 포 뷰잉 - 오스카 래비 외 2명
- 인피니틀리 유어스 - 미와 마트레엑

### 전시
- All Kinds of Limbo - Toby Coffey 외 2명
- Anti-Gone - Theo Triantafyllidis
- Atomu - Shariffa Ali 외 1명
- BLKNWS - 칼릴 조셉
- ANIMALIA SUM - Bianca Kennedy 외 1명
- The Book of Distance - Randall Okita
- Living Distance - Xin Liu
- Metamorphic - Matthew Niederhauser 외 3명
- My Trip - Bjarne Melgaard
- 퍼스웨이전 머신스 - 카림 아메르 외 1명
- Still Here - Sarah Springer 외 1명
- Breathe - Diego Galafassi
- Chomsky vs. Chomsky: First Encounter - Sandra Rodriguez
- The Electronic Diaries of Lynn Hershman Leeson - Lynn Hershman Leeson
- Hypha - Natalia Cabrera
- Scarecrow - Jihyun Jung 외 3명
- 솔라스탈리아 - 앙투안 비비아니 외 1명
- Dance Trail - Gilles Jobin 외 3명
- 기사도 온 선셋 - 터렌스 낸시
- Spaced Out - Pyare
- Azibuye-The Occupation - Caitlin Robinson 외 2명
- Bembe - Marcos Louit 외 1명
- After the Fallout - Sam Wolson 외 1명
- VR Free - Milad Tangshir
- Flowers & a Switchblade - Nic Koller 외 1명
- 티엑스-리버스 - 마틴 레인하트 외 1명
- Go - Klaus Merz 외 2명
- Hominidae - Brian Andrews